# Cora Ratto de Sadosky
 Cora Eloisa Ratto de Sadosky  (* 3. Januar  1912 in Argentinien; † 2. Januar 1981 in Barcelona) war eine argentinische Mathematikerin, Hochschullehrerin und Menschenrechtsaktivistin.

## Leben und Werk
Sadosky studierte Mathematik an der Universität von Buenos Aires, wo sie als Leiterin der Argentinian University Student Union (FUA) tätig war. 1937 heiratete sie den argentinischen Mathematiker Manuel Sadosky. Ihre gemeinsame Tochter Cora Sadosky wurde ebenfalls Mathematikerin.
Während des Zweiten Weltkriegs gründete sie eine Frauenorganisation, die „Junta de la Victoria“, deren Generalsekretär sie war. 1945 hatte die Junta de la Victoria fast 50.000 Anhänger in einem Land mit weniger als 12 Millionen Einwohnern. 1946 reiste sie mit ihrem Mann und ihrer Tochter nach Europa, um ihr Mathematikstudium fortzusetzen. In Paris forschte sie unter der Leitung von Maurice René Fréchet. In einer Zeit der Unruhen und politischen Repressionen an den Universitäten kehrte sie mit ihrer Familie nach Argentinien zurück und arbeitete in einem Handelsunternehmen, um die Familie zu ernähren. Als die argentinischen Universitäten 1956 ihre Autonomie wiedererlangten, war sie mit ihrem Ehemann Teil des Teams, das an der Universität von Buenos Aires eine moderne School of Sciences aufbaute. Von 1958 bis 1966 war sie dort außerordentliche Professorin für Mathematik. 1959 promovierte sie bei Mischa Cotlar an der Universidad de Buenos Aires mit der Dissertation: Conditions of Continuity of Generalized Potential Operators with Hyperbolic Metric. 1966 übernahm die erste einer Reihe von zunehmend repressiven Militärdiktaturen die Kontrolle über Argentinien. Nach einem gewaltsamen Angriff von Militär und Polizei auf die School of Sciences legten 400 Fakultätsmitglieder ihre Positionen an der Universität von Buenos Aires nieder. Sadosky zog sich aus der mathematischen Forschung und Lehre zurück und konzentrierte sich darauf, die vom Militär begangenen Menschenrechtsverletzungen anzuprangern. 1965 gründete und leitete sie das Monatsmagazin Columna 10 mit dem Ziel, die argentinische Öffentlichkeit für den Vietnamkrieg zu sensibilisieren, der zu dieser Zeit kaum von der Presse beachtet wurde. Von der Argentinischen Antikommunistischen Allianz bedroht, verließ sie 1974 mit ihrem Mann das Land und ging zuerst nach Caracas, dann nach Barcelona. Im Exil prangerte sie Missbrauch, Folter und Ungerechtigkeit weiter an. 1996 wurde ihr zu Ehren in Vietnam der Cora Ratto de Sadosky Preis für nationale Mathematikolympiaden eingerichtet.